# Кеннеді Чігурі
Кеннеді Чігурі (англ. Kennedy Chihuri, нар. 2 квітня 1969) — зімбабвійський футболіст, що грав на позиції півзахисника, зокрема за чеську «Вікторію» (Жижков) та національну збірну Зімбабве.

## Клубна кар'єра
Народився 2 квітня 1969 року. Вихованець футбольної школи клубу «КАПС Юнайтед». У дорослому футболі дебютував 1986 року виступами на батьківщині за команду «Чапунгу Юнайтед», в якій провів вісім сезонів. 
1994 року перейшов до словацького «Татрана», де відразу отримав місце в основному складі.
1996 року перейшов до празької «Славії». У цій команді провів лише декілька матчів, після чого наступного року перебрався до  «Вікторії» (Жижков). Відіграв у цій команді заключні сім сезонів своєї ігрової кар'єри, здебільшого як гравець основного складу.

## Виступи за збірну
1994 року дебютував в офіційних матчах у складі національної збірної Зімбабве.
Викликався до національної команди протягом 10 років, утім провів у її формі лише 12 матчів, забивши 1 гол.